# Вільгельм Гензель
Вільгельм Гензель (нім. Wilhelm Hensel; 6 липня 1794, Треббін — 26 листопада 1861, Берлін) — німецький художник-портретист.

## Біографія
Вільгельм Гензель народився в сім'ї пастора. Молодша сестра Вільгельм Луїза Марія була успішною письменницею. У 1809 році у віці 15 років Гензель приступив до занять в Берлінській архітектурній академії, але перервав навчання після кількох семестрів. У 1811 році перевівся в Берлінську академію мистецтв. Його викладач анатомії і перспективи Фріш посприяв Гензелевій участі у щорічній виставці в академії в наступному році, де робота Гензеля отримала схвалення критиків та нагороду журі. 
Навчання Гензеля було перервано наполеонівськими війнами. У 1813 році він записався добровольцем до армії. До 1815 він брав участь у бойових діях, в тому числі в битві при Бауцені та в Битві народів під Лейпцигом і отримав кілька поранень. У 1813 і 1815 році Гензель входив з армією в Париж і був присутній при підписанні Другого Паризького миру. Час в Парижі Гензель використовував для відвідування музеїв і вивчення об'єктів, що в них знаходилися. 

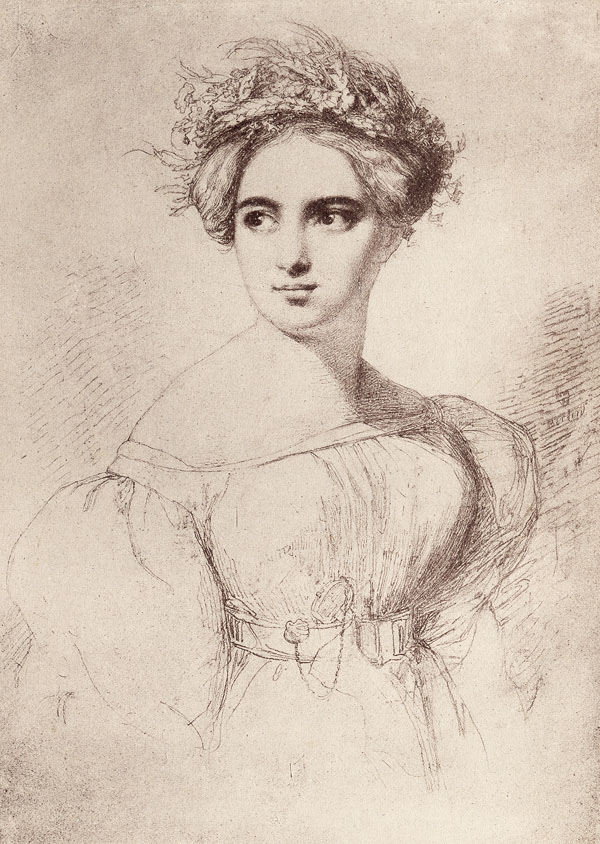
Портрет майбутньої дружини художника Фанні Мендельсон

Повернувшись до Берліна, Гензель отримав визнання як художник-портретист і незабаром став бувати при дворі. У 1821 році він брав участь в підготовці до святкування з нагоди візиту царя Олександра I. Натхненний віршем Томаса Мора «Лалла Рук», Гензель створив живі картини з дійовими особами з числа запрошених гостей. На знак подяки за успішну постановку прусський король Фрідріх Вільгельм III призначив художнику велику стипендію на подорожі, що дозволило Гензелеві проживати в Римі в 1823—1828 роках. У вічному місті Гензель вивчав творчість античних майстрів і виявив велику цікавість до сучасного мистецтва. Гензель створив кілька копій творінь Рафаеля. 
Восени 1828 року Гензель повернувся до Німеччини і влаштувався вільним художником в Берліні. Він отримував замовлення від королівського двору, наприклад, з Генріхом Делінгом, Вільгельмом фон Шадовим та Крістіаном Фрідріхом Тіком він брав участь в оформленні залів берлінського драматичного театру. 
У 1829 року Гензель одружився з Фанні Мендельсон-Бартольді, донькою банкіра Абрахама Мендельсона-Бартольді й сестрою композитора Фелікса Мендельсона-Бартольді. У подружжя народився син Людвіг Фелікс Себастьян. Гензель брав  активну участь в культурному житті Берліна. На зустрічах в юриста Юліуса Едварда Гітцига він познайомився з письменниками Адельбертом фон Шаміссо, Гельміною фон Шезі, Гофманом, Ернстом фон Гоувальдом, Фрідріхом де ла Моттом Фуке і піаністом-композитором Людвігом Бергером. В гостях у Фрідріха Августа фон Штегемана він зустрічався з Клеменсом Брентано, Фердинандом фон Бюловим, братами Ернстом Людвігом і Людвігом Фрідріхом Леопольдом фон Герлахом, Амалієм фон Гельвігом, Максом фон Шенкедорфом і Вільгельмом Мюллером. У салоні сім'ї Штегемана Гензель бував ще з 1815 року та подружився з донькою Штегемана Гедвігою, яка згодом також прославилася в Берліні як господиня літературного салону. 
У 1829 році Гензель отримав звання художника королівського двору і був обраний до правління академії мистецтв. 
Його онуком був математик Курт Гензель (1861—1941).